# Хуссен, Амр Реда
Амр Реда Рамадан Хуссен (араб. عمرو رضا رمضان حسين‎; род. 26 августа 1997) — египетский борец вольного стиля, победитель и призёр чемпионатов Африки, призёр Африканских игр, участник Олимпийских игр.

## Карьера
В феврале 2018 года он завоевал серебряную медаль в весовой категории до 70 кг на чемпионате Африки, который проходил в нигерийском Порт-Харкорте. Два года спустя в феврале 2020 года он завоевал бронзовую медаль в весовой категории до 74 кг на чемпионате Африки, который проходил в Алжире. В апреле 2021 года в тунисском Хаммамете на африканском и океанском олимпийский отборочный турнире к Олимпийским играм в Токио завоевал лицензию. В августе 2021 года на Олимпиаде в схватке на стадии 1/8 финала победил поляка Камиля Рыбицкого (6:1), а в 1/4 финала проиграл казахстанцу Данияру Кайсанову и занял итоговое 7 место.

## Достижения
- Чемпионат Африки по борьбе 2016 — ;
- Чемпионат Африки по борьбе 2017 — ;
- Чемпионат Африки по борьбе 2018 — ;
- Арабские игры 2018 — ;
- Чемпионат Африки по борьбе 2019 — ;
- Африканские игры 2019 — ;
- Арабские игры 2019 — ;
- Чемпионат Африки по борьбе 2020 — ;
- Олимпийские игры 2020 — 7;